# كروزيرو دو اويست
كروزيرو دو اويست بلدية في ولاية بارانا في المنطقة الجنوبية من البرازيل.